# Aeródromo El Valor
El Aeródromo El Valor es un aeropuerto peruano ubicado en el Distrito de El Milagro, departamento de Amazonas. La pista tiene 2,200 metros de grava. Tiene capacidad para aterrizar aeronaves como los aviones bimotor Antonov.
Es alternativo para el Aeropuerto de Jaén.